# 達爾扎拉斯峰
64°21′41″S 60°04′35″W / 64.36139°S 60.07639°W
達爾扎拉斯峰（英語：Darzalas Peak）是南極洲的山峰，位於葛拉漢地，處於邦巴迪爾冰川和丁斯莫爾冰川之間，海拔高度1,300米，現時由南極條約體系管理。

## 外部連結

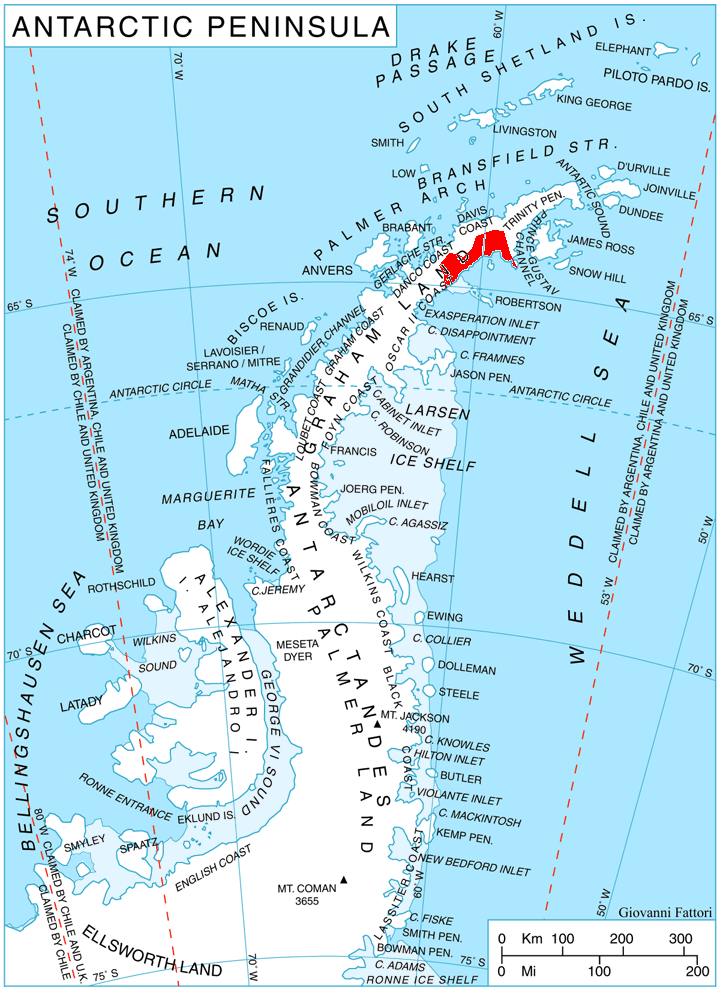

- Darzalas Peak. （页面存档备份，存于） SCAR Composite Antarctic Gazetteer.